# Gribovski G-11
Gribovski G-11 (Г-11) je bilo sovjetsko vojaško jadralno letalo iz časa 2. svetovne vojne. Sovjetska zveza je bila pionir na področju načrtovanja transportnih jadralnih letal. Vendar se je serijska proizvodnja vojaških jadralnih letal začela šele po nemški operaciji Barbarosa.
Vladimir Gribovski je v sorazmerno kratkem času razvil prototip. Testiranje se je začelo 1. septembra 1941. Sprva je letalo imelo oznako G-29 ali Gr-29, kasneje pa G-11 - "G" za Gribvoski, "11" pa za število posadke. 
Verzija G-11U je imela podvojene kontrole za šolanje pilotov. Verzija G-11M je imela motor M-11, vendar se ni serijsko proizvajala. Zgradili so okrog 500-600 letal G-11.
Vlečna letala so bila Tupoljev SB-2 ali DB-3. G-11 so se uporabljali tudi za preskrbo partizanov.

## Tehnične specifikacije
Splošne karakteristike
- Posadka: 1 pilot
- Število sedežev: 11 vojakov (vključno s pilotom)
- Tovor: 1200 kg (2640 lb)
- Dolžina: 9,8 m (32 ft 2 in)
- Razpon kril: 18 m (59 ft 1/2 in)
- Višina: 2,7 m (8 ft 10 in)
- Površina kril: 30 m² (322,8 ft²)
- Teža praznega letala: 1200 kg (2640 lb)
- Naložena teža: 2400 kg (5280 lb)

 Zmogljivost 
- Maks. hitrost: 280 km/h (vlečna) (150 vozlov, 173 mph)
- Potovalna hitrost: 146 km/h (78 vozlov, 90 mph)
- Obremenitev kril: 83 kg/m² (16,97 lb/ft²)
- Minimalna hitrost padaja : 2,2 m/s (443 ft/min)
- Jadralno število: 5,2